# チェ・ヨンミ (アナウンサー)
チェ・ヨンミ（ハングル表記：최영미）は、大韓民国の韓国放送公社 (KBS) 所属のアナウンサー。淑明女子大学校の貿易学科を卒業した。大学では淑大教育放送局で活動した。KBSでは音楽番組の司会を務めた。ホ・チャムと共に番組の司会を務めたことがある。